# Museo e biblioteca di Santa Maria Valleverde
Il museo e la biblioteca di Santa Maria Valleverde è un polo bibliotecario e museale situato presso l'omonima chiesa di Celano (AQ), in Abruzzo.

## Storia e descrizione

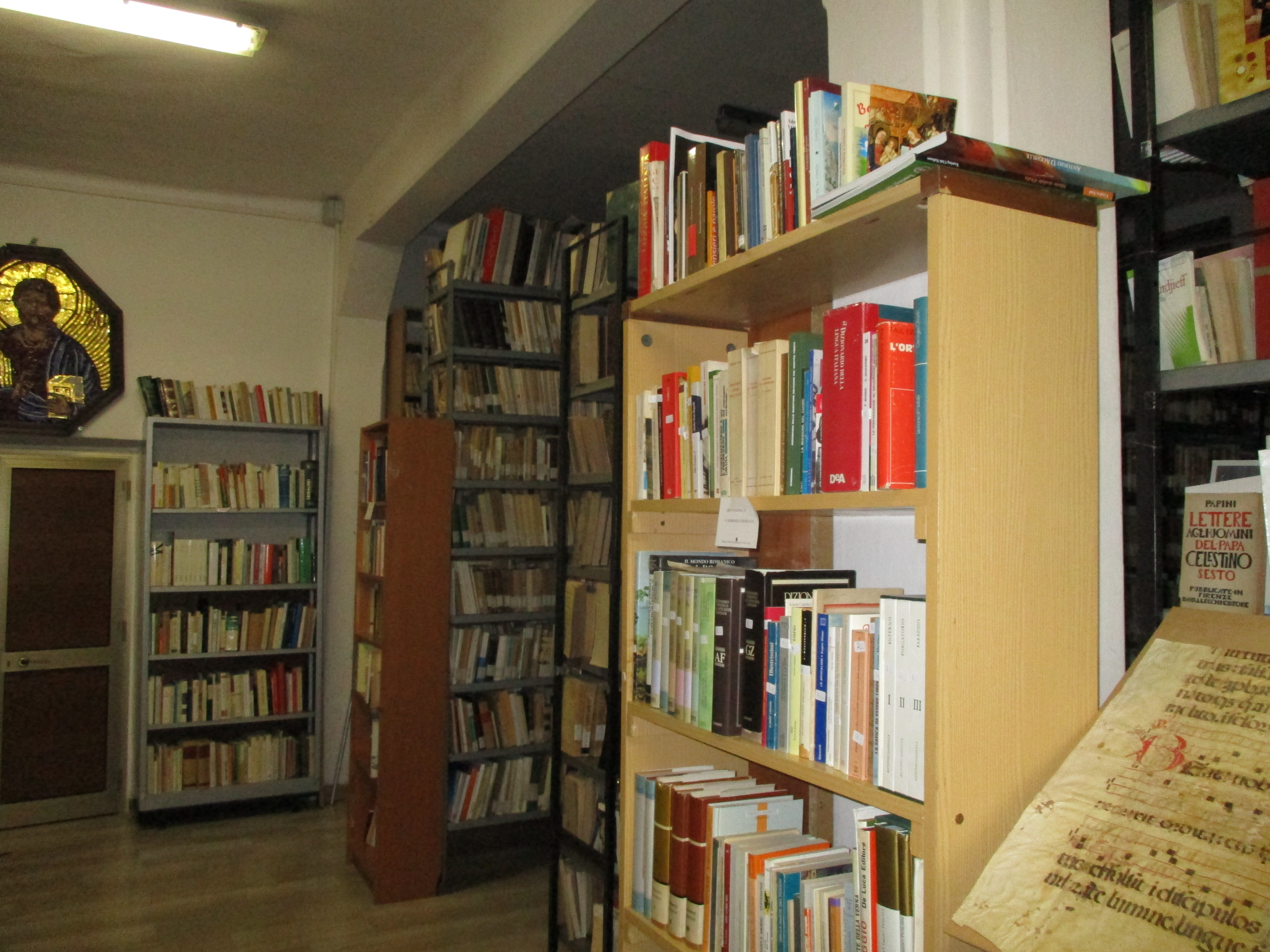
Una parte della biblioteca

La biblioteca è strettamente legata alla storia del cinquecentesco complesso religioso di Santa Maria Valleverde in cui è ospitata al piano superiore. La prima attestazione di un inventario risale al XVII secolo, la biblioteca risultava fornita di 160 volumi, di cui 53 ad "usum commune" e 107 "ad usum fratrum". Nel Settecento fu accresciuta dal padre Cesareo da Celano, che fu rettore provinciale, e successivamente le fu donata anche la collezione intitolata a Pietro Antonio Corsignani. Nel 1811 contava 357 titoli apprestandosi ad essere considerata necessaria per lo studio dei novizi e per la predicazione, tanto che nel 1846 venne dichiarata come "Studio generale di prima classe", riconoscimento che richiamò studenti provenienti anche da altre regioni. Nel XX secolo la biblioteca s'ingrandì ulteriormente grazie a padre Osvaldo Lemme e alle donazioni di numerosi cittadini e intellettuali tra i quali Giulio Dragonetti, Giuseppe Capograssi, Ettore Petrolini, Casimiro Centi, Alba de Céspedes.
Ci sono migliaia di titoli tra i tomi rilegati dell'Ottocento e i volumi d'epoca, oltre a incunaboli e pergamene del Quattrocento e ad alcuni autografi di autori come Lev Tolstoj, Alessandro Manzoni, Carlo Collodi, Ignazio Silone. Tra le numerose particolarità figura la ninna nanna scritta dedicata da Gabriele D'Annunzio al figlio di Francesco Paolo Tosti e l'archivio Sterpellone, libri, articoli e reportage degli anni cinquanta dell'omonimo inviato in Russia e in Medio Oriente del quotidiano romano Il Messaggero.
Un'ampia sezione è dedicata all'abruzzesistica e alla cultura e alla storia della Marsica. 
La biblioteca è stata la prima nel territorio marsicano ad aver aderito all'OPAC, il catalogo informatizzato, e al servizio bibliotecario nazionale coordinato dall'ICCU.
Il museo, inaugurato nel 2015, è ricco di opere d'arte e opere sacre sia relative al convento celanese sia ai conventi abruzzesi chiusi, appartenenti all'Ordine dei frati minori. Nello spazio espositivo, situato anch'esso nel piano superiore,  sono esposte, tra l'altro, una scultura di Carlo Canestrari, una Madonna lignea cinquecentesca e un dipinto del Quattrocento di piccole dimensioni della Vergine di Andrea De Litio. Ci sono poi antichi paramenti sacri e ricami degli stemmi nobiliari dei Piccolomini, dei Peretti e di altri signori della contea celanese, la campanella originale risalente alla fondazione del convento di Valleverde, le opere donate da collezionisti privati e quelle di Giulio Ricci, ceramista del Novecento. Una sezione è dedicata al pittore celanese Italo Mascitti.